# Chorvatský fotbalový pohár
Chorvatský fotbalový pohár (chorvatsky Hrvatski nogometni kup) je pohárová vyřazovací soutěž v chorvatském fotbalu organizovaná Chorvatským fotbalovým svazem (Hrvatski nogometni savez – HNS).
Pořádá se od roku 1992 (po rozpadu Jugoslávie), prvním vítězem se v roce 1992 stal klub Inter Zaprešić. Vítěz chorvatského poháru se kvalifikuje do Evropské ligy (pokud je zároveň prvoligovým vítězem, kvalifikuje se do Ligy mistrů a jeho místo v Evropské lize zaujme poražený finalista) a do chorvatského Superpoháru.
Aktuálním vítězem ze sezóny 2019/20 je Rijeka.

## Přehled finálových zápasů
Zdroj:
| Sezona  | Vítěz          | Výsledek            | Finalista        |
| 1992    | Inter Zaprešić | 1:1, 1:0            | Dinamo Záhřeb    |
| 1992/93 | Hajduk Split   | 4:1, 1:2            | Dinamo Záhřeb    |
| 1993/94 | Dinamo Záhřeb  | 2:0, 0:1            | HNK Rijeka       |
| 1994/95 | Hajduk Split   | 3:2, 1:0            | Dinamo Záhřeb    |
| 1995/96 | Dinamo Záhřeb  | 2:0, 1:0            | NK Varaždin      |
| 1996/97 | Dinamo Záhřeb  | 2:1                 | NK Záhřeb        |
| 1997/98 | Dinamo Záhřeb  | 1:0, 2:1            | NK Varaždin      |
| 1998/99 | NK Osijek      | 2:1 (po prodl.)     | Cibalia Vinkovci |
| 1999/00 | Hajduk Split   | 2:0, 0:1            | Dinamo Záhřeb    |
| 2000/01 | Dinamo Záhřeb  | 2:0, 1:0            | Hajduk Split     |
| 2001/02 | Dinamo Záhřeb  | 1:1, 1:0            | NK Varaždin      |
| 2002/03 | Hajduk Split   | 1:0, 4:0            | Istra 1961       |
| 2003/04 | Dinamo Záhřeb  | 1:1, 0:0 (VG)       | NK Varaždin      |
| 2004/05 | HNK Rijeka     | 2:1, 1:0            | Hajduk Split     |
| 2005/06 | HNK Rijeka     | 4:0, 1:5 (VG)       | NK Varaždin      |
| 2006/07 | Dinamo Záhřeb  | 1:0, 1:1            | Slaven Belupo    |
| 2007/08 | Dinamo Záhřeb  | 3:0, 0:0            | Hajduk Split     |
| 2008/09 | Dinamo Záhřeb  | 3:0, 0:3 (4:3 pen.) | Hajduk Split     |
| 2009/10 | Hajduk Split   | 2:1, 2:0            | HNK Šibenik      |
| 2010/11 | Dinamo Záhřeb  | 5:1, 3:1            | NK Varaždin      |
| 2011/12 | Dinamo Záhřeb  | 0:0, 3:1            | NK Osijek        |
| 2012/13 | Hajduk Split   | 2:1, 3:3            | NK Lokomotiva    |
| 2013/14 | HNK Rijeka     | 1:0, 2:0            | Dinamo Záhřeb    |
| 2014/15 | Dinamo Záhřeb  | 0:0 (4:2 pen.)      | RNK Split        |
| 2015/16 | Dinamo Záhřeb  | 2:1                 | Slaven Belupo    |
| 2016/17 | HNK Rijeka     | 3:1                 | Dinamo Záhřeb    |
| 2017/18 | Dinamo Záhřeb  | 1:0                 | Hajduk Split     |
| 2018/19 | HNK Rijeka     | 3:1                 | Dinamo Záhřeb    |
| 2019/20 | HNK Rijeka     | 1:0                 | NK Lokomotiva    |
| 2020/21 | Dinamo Záhřeb  | 1:0                 | Istra 1961       |
| 2021/22 | Hajduk Split   | 3:1                 | HNK Rijeka       |
| 2022/23 | Hajduk Split   | 2:0                 | HNK Šibenik      |
| 2023/24 | Dinamo Záhřeb  | 0:0, 3:1            | HNK Rijeka       |

Pozn.:
- VG - pravidlo venkovních gólů
- pen. - penaltový rozstřel
- Dinamo Záhřeb v minulosti jako Croatia Záhřeb
- Istra 1961 v minulosti jako Uljanik Pula